# Безрассудный
«Безрассу́дный» (англ. Reckless) — американский детективный сериал созданный Дэной Стивенсон для телеканала CBS. Режиссёром пилотного эпизода была выбрана Кэтрин Хардвик. Премьера сериала состоялась 29 июня 2014 года. Шоу было закрыто после одного сезона.

## Производство
22 марта 2013 года телеканал CBS объявил о заказе пилотного эпизода телесериала. Съемки должны пройти в Чарлстон (Южная Каролина).

## Актёры и персонажи

### Основной состав
- Кэм Жиганде — Роя Райдера
- Анна Вуд — Джейми Сойер
- Шон Хэтоси — Терри МакКэндлесса
- Джорджина Хэйг — Ли Энн Маркус
- Адам Родригес — Престона Круса
- Майкл Глэдис — Холланд Нокс
- Ким Уэайанс — Вай
- Грегори Харрисон — Дэк Фортнем

### Приглашенные звезды
- Бесс Армстронг в роли Милинды, матери Роя[5]